# Голдблюм, Джефф
Джеффри Линн Голдблюм (англ. Jeffrey Lynn Goldblum; род. 22 октября 1952, Питтсбург, Пенсильвания, США) — американский актёр, джазовый пианист. Наиболее известен участием в фильмах «Муха», «День независимости» и серии фильмов режиссёра Уэса Андерсона, а также ролью доктора Яна Малкольма в серии фильмов «Парк Юрского периода».
Номинант на премии «Эмми» (2005) и «Оскар» (1996).

## Биография
Родился в Питтсбурге, штат Пенсильвания, в семье Ширли (в девичестве Темелес, англ. Shirley L. Temeles, 1926—2012), радиодиктора, которая позже управляла фирмой по продаже кухонного оборудования, и Гарольда Голдблюма (англ. Harold Goldblum, 1920—1983), врача-терапевта. У Джеффа есть сестра Памела (англ. Pamela) и старший брат Ли (англ. Lee). Ещё один старший брат, Рик (англ. Rick), умер в возрасте 23 лет.
Его предки были ортодоксальными евреями. Дед Голдблюма по отцовской линии — Иосиф Зеликович Поварчик (1896—1967), позднее взявший фамилию Голдблюм, эмигрировал из местечка Тимковичи Минской губернии в 1911 году. Бабушка — Лилиан Голдблюм (урождённая Левентон, 1898—1991) — также происходила из семьи иммигрантов из Российской империи. Дед по материнской линии — Самуэль Луис Темелес (1894—1939), эмигрировал в США в 1910 году из Золочева (Австро-Венгрия).

## Карьера

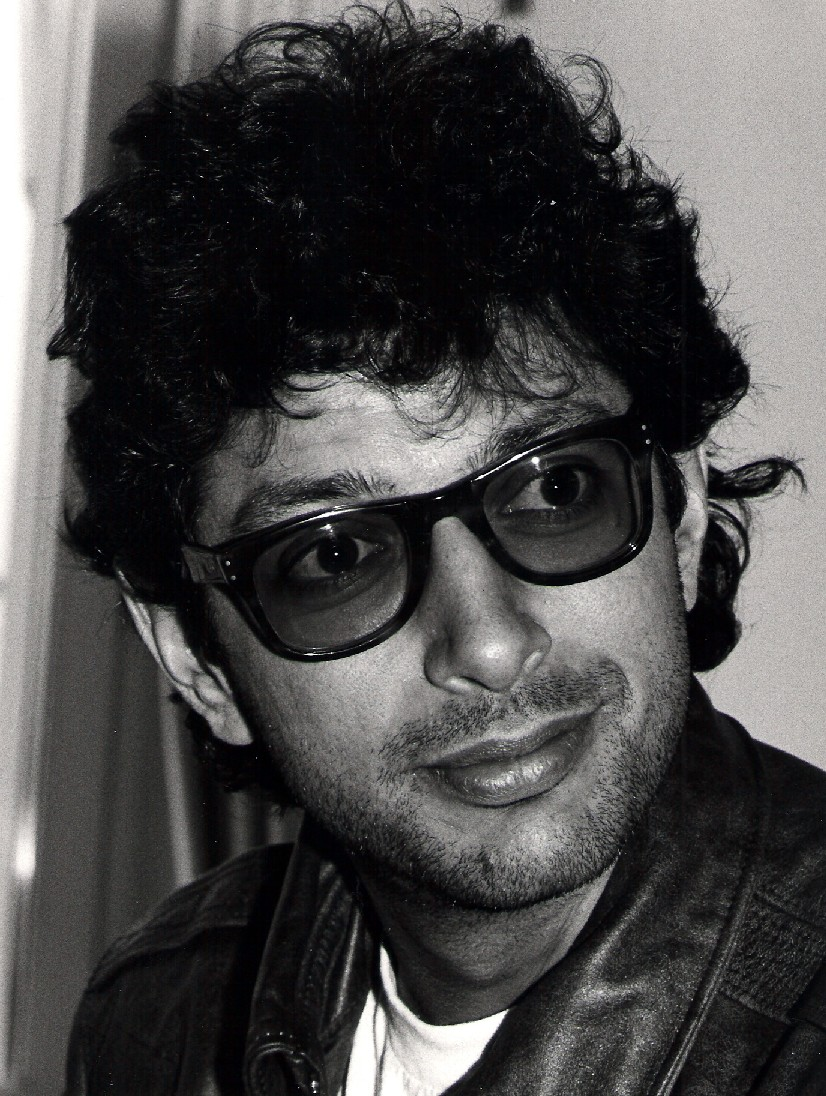
Джефф Голдблюм в 1985 году

Родители Джеффа интересовались шоу-бизнесом, и тот в возрасте 17 лет переехал в Нью-Йорк, чтобы стать актёром. Голдблюм работал на сцене и изучал актёрское мастерство в знаменитой школе «Neighborhood Playhouse» под руководством Сэнфорда Мейснера. Его дебют на Бродвейских подмостках состоялся в пьесе «Два веронца». Голдблюм также опытный джазовый пианист и однажды заявил, что, если бы не актёрская карьера, то он стал бы музыкантом.
Его кинодебют состоялся в 1974 году в фильме «Жажда смерти». Годом позже он появился в эпизодической роли в сериале «Коломбо». Также у него были главные роли в таких фильмах, как «Муха», «День независимости», «Земные девушки легко доступны», «Долговязый» и «Затерянный мир». Он широко известен своими ролями в таких фильмах, как «Большое разочарование», «В ночи», «Парк Юрского периода». У Голдблюма также была важная второстепенная роль в культовом фильме «Приключения Бакару Банзая: Через восьмое измерение».
В течение нескольких лет Джефф озвучивал большинство американских реклам корпорации Apple, включая рекламные ролики для iMac и iBook. Он также озвучивал американскую рекламу Тойоты и линии кремов фирмы Procter & Gamble. Кроме того, он показывался по ирландскому телевидению в рекламе для Национальной Лотереи (англ. National Lottery).
15 июня 2018 года на Голливудской «Аллее славы» в Лос-Анджелесе, штат Калифорния была открыта именная звезда Джеффа Голдблюма.

## Личная жизнь

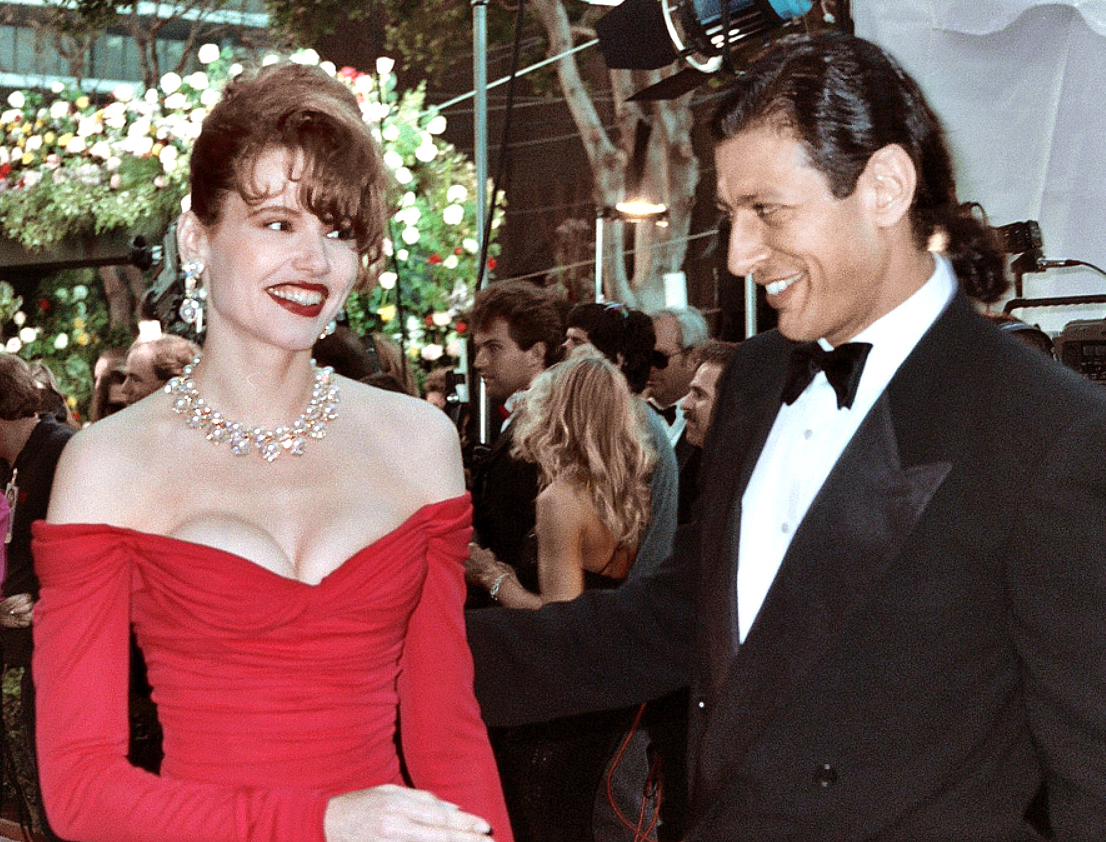
Джефф Голдблюм и Джина Дэвис в 1990 году

С 1993 по 1997 год встречался с актрисой Лорой Дерн, коллегой по фильму «Парк юрского периода».
Голдблюм был женат трижды. С 1980 по 1986 он был женат на Патриции Гоул (англ. Patricia Gaul). Позже он женился на Джине Дэвис, вместе с которой играл главные роли в фильме «Муха». Брак с Дэвис продержался три года (1987—1990). Вместе они сыграли ещё раз в комедии «Земные девушки легко доступны» (1988).
С 8 ноября 2014 года женат на гимнастке Эмили Ливингстон, с которой он встречался три года до их свадьбы. У супругов есть два сына: Чарли Оушен Голдблюм (род. 04.07.2015) и Ривер Джо Голдблюм (род. 07.04.2017).

## Фильмография
| Год       |    | Русское название                                   | Оригинальное название                                      | Роль                     |
| --------- | -- | -------------------------------------------------- | ---------------------------------------------------------- | ------------------------ |
| 1974      | ф  | Жажда смерти                                       | Death Wish                                                 | чудак № 1                |
| 1974      | ф  | Калифорнийский покер                               | California Split                                           | Ллойд Харрис             |
| 1975      | ф  | Нэшвилл                                            | Nashville                                                  | байкер                   |
| 1976      | ф  | Следующая остановка — Гринвич-Виллидж              | Next Stop, Greenwich Village                               | Клайд Бакстер            |
| 1975      | ф  | Часовой                                            | The Sentinel                                               | Джек                     |
| 1976      | ф  | Специальная доставка                               | Special Delivery                                           | Снейк                    |
| 1977      | ф  | Энни Холл                                          | Annie Hall                                                 | гость на вечеринке Лэйси |
| 1978      | ф  | Слава богу, сегодня пятница                        | Thank God It’s Friday                                      | Тони Ди Марко            |
| 1978      | ф  | Вторжение похитителей тел                          | Invasion of the Body Snatchers                             | Джек Беллисек            |
| 1980      | тф | Легенда Сонной Лощины                              | The Legend of Sleepy Hollow                                | Икабод Крейн             |
| 1981      | ф  | Порог                                              | Threshold                                                  | доктор Альдо Геринг      |
| 1982      | тф | Репетиция убийства                                 | Rehearsal for Murder                                       | Лео Гиббс                |
| 1983      | ф  | Большое разочарование                              | The Big Chill                                              | Майкл Голд               |
| 1984      | ф  | Приключения Бакару Банзая: Через восьмое измерение | The Adventures of Buckaroo Banzai Across the 8th Dimension | Нью-Джерси               |
| 1985      | ф  | В ночи                                             | Into the Night                                             | Эд Окин                  |
| 1985      | ф  | Сильверадо                                         | Silverado                                                  | Слик                     |
| 1985      | ф  | Трансльвания 6-5000                                | Trasilvania-6-5000                                         | Джек Харрисон            |
| 1986      | с  | Театр Рэя Бредбери                                 | The Ray Bradbury Theater                                   | Когсвелл                 |
| 1986      | ф  | Муха                                               | Fly                                                        | Сет Брандл               |
| 1987      | ф  | Это — судьба!                                      | Beyond Therapy                                             | Брюс                     |
| 1988      | ф  | Озарение                                           | Vibes                                                      | Ник Дизи                 |
| 1988      | ф  | Земные девушки легко доступны                      | Earth Girls Are Easy                                       | Мэк                      |
| 1989      | ф  | Верзила                                            | The Tall Guy                                               | Декстер Кинг             |
| 1989      | ф  | Сон безумной обезьяны                              | El sueño del mono loco                                     | Дэниел Гиллис            |
| 1990      | ф  | Мистер Фрост                                       | Mister Frost                                               | мистер Фрост             |
| 1990      | тф | Подставленный                                      | Framed                                                     | Уайли                    |
| 1991      | ф  | Услуга, часы и очень большая рыба                  | The Favour, the Watch and the Very Big Fish                | пианист                  |
| 1992      | ф  | Под прикрытием                                     | Deep Cover                                                 | Дэвид Джейсон            |
| 1992      | ф  | Отцы и сыновья                                     | Fathers & Sons                                             | Макс                     |
| 1992      | ф  | Застрелить Элизабет                                | Shooting Elizabeth                                         | Говард Пиджен            |
| 1993      | ф  | Парк юрского периода                               | Jurassic Park                                              | доктор Ян Малкольм       |
| 1993      | тф | Шикарная жизнь                                     | Lush Life                                                  | Эл Горки                 |
| 1995      | ф  | Убежище                                            | Hideaway                                                   | Хэтч Гаррисон            |
| 1995      | ф  | Девять месяцев                                     | Nine Months                                                | Шон Флетчер              |
| 1995      | ф  | Пудра                                              | Powder                                                     | Дональд Рипли            |
| 1996      | ф  | Большой белый обман                                | The Great White Hype                                       | Митчелл Кейн             |
| 1996      | ф  | День независимости                                 | Independence Day                                           | Дэвид Левинсон           |
| 1996      | ф  | Время бешеных псов                                 | Mad Dog Time                                               | Микки Холлидэй           |
| 1997      | ф  | Парк юрского периода 2: Затерянный мир             | The Lost World: Jurassic Park                              | доктор Ян Малкольм       |
| 1998      | ф  | Святоша                                            | Holy Man                                                   | Рики Хэйман              |
| 1998      | мф | Принц Египта                                       | The Prince of Egypt                                        | Аарон                    |
| 2000      | ф  | Вне подозрений                                     | Auggie Rose                                                | Джон Нолан-младший       |
| 2000      | ф  | Недотёпы                                           | Chain Of Fools                                             | Авнет                    |
| 2000      | ф  | Один из голливудской десятки                       | One of the Hollywood Ten                                   | Герберт Биберман         |
| 2001      | ф  | Кошки против собак                                 | Cats & Dogs                                                | профессор Броуди         |
| 2002      | ф  | Игби идёт ко дну                                   | Igby Goes Down                                             | Бейнс                    |
| 2003      | с  | Друзья                                             | Friends                                                    | Леонард Хэйс             |
| 2003      | ф  | Проект «Ельцин»                                    | Spinning Boris                                             | Джордж Гортон            |
| 2004      | ф  | Водная жизнь                                       | The Life Aquatic with Steve Zissou                         | Алистер Хеннесси         |
| 2005      | ф  | У Мини это в первый раз                            | Mini’s First Time                                          | Майк Руделл              |
| 2005      | с  | Уилл и Грейс                                       | Will & Grace                                               | Скотт Вулли              |
| 2006      | ф  | Фэй Грим                                           | Fay Grim                                                   | агент Фулбрайт           |
| 2006      | ф  | Человек года                                       | Man of the Year                                            | Алан Стюарт              |
| 2007      | с  | Детектив Рейнс                                     | Raines                                                     | Майкл Рейнс              |
| 2008      | ф  | Воскрешённый Адам                                  | Adam Resurrected                                           | Адам Штейн               |
| 2009—2010 | с  | Закон и порядок: Преступное намерение              | Law & Order: Criminal Intent                               | Зак Николс               |
| 2010      | ф  | Больше, чем друг                                   | The Switch                                                 | Леонард                  |
| 2010      | ф  | Доброе утро                                        | Morning Glory                                              | Джерри Барнс             |
| 2011      | с  | Аллен Грегори                                      | Allen Gregory                                              | Перри Ван Мун            |
| 2012      | с  | Хор                                                | Glee                                                       | мистер Берри             |
| 2012      | мф | Замбезия                                           | Zambezia                                                   | Аякс                     |
| 2013      | ф  | Уик-энд в Париже                                   | Le Week-End                                                | Морган                   |
| 2014      | ф  | Отель «Гранд Будапешт»                             | The Grand Budapest Hotel                                   | поверенный Ковач         |
| 2015      | ф  | Мордекай                                           | Mortdecai                                                  | Крамф                    |
| 2016      | ф  | День независимости: Возрождение                    | Independence Day: Resurgence                               | Дэвид Левинсон           |
| 2017      | ф  | Стражи Галактики. Часть 2                          | Guardians of the Galaxy Vol. 2                             | Грандмастер              |
| 2017      | ф  | Тор: Рагнарёк                                      | Thor: Ragnarok                                             | Грандмастер              |
| 2018      | мф | Остров собак                                       | Isle of Dogs                                               | Дюк                      |
| 2018      | ф  | Мир юрского периода 2                              | Jurassic World: Fallen Kingdom                             | доктор Ян Малкольм       |
| 2018      | ф  | Отель «Артемида»                                   | Hotel Artemis                                              | Ниагара                  |
| 2021      | мф | Босс-молокосос 2                                   | The Boss Baby: Family Business                             | Эрвин Армстронг          |
| 2021—2023 | мс | Что, если…?                                        | What If…?                                                  | Грандмастер              |
| 2022      | ф  | Мир юрского периода: Господство                    | Jurassic World Dominion                                    | доктор Ян Малкольм       |
| 2022      | с  | В поиске                                           | Search Party                                               | Таннел Куинн             |
| 2024      | с  | Каос                                               | Kaos                                                       | Зевс                     |

## Jeff Goldblum & The Mildred Snitzer Orchestra (дискография)
- 2018 — The Capitol Studios Sessions
- 2019 — I Shouldn’t Be Telling You This
- 2023 — Plays Well With Others (мини-альбом)
- 2025 — Still Blooming